# Kultur in Ghana

Politische Karte Ghanas

Die Kultur in Ghana ist kein homogenes Gefüge. Die weit über hundert Völker Ghanas haben jeweils eigene Sprachen und eigene kulturelle Wurzeln. Hinzu kommen religiöse Unterschiede als Träger verschiedener kultureller Zusammenhänge. Dennoch lassen sich im ganzen Land gemeinsame Grundzüge des sozialen Zusammenlebens feststellen, wie der Respekt vor den Älteren oder die Bedeutung der Familie.
Ghanaer feiern häufig und gerne Feste. Religiöse Feste vielfältiger Art, Namenszeremonien, Hochzeiten, Beerdigungen und Initiationsriten werden in einem großen Rahmen gefeiert. Relativ unbekannt ist hingegen eine Feier zum Anlass des Geburtstages, jedoch wird die eigentliche Geburt in der Form der Namenszeremonie gefeiert, die einer Taufe ähnlich ist.
In der ghanaischen Kultur haben die Chiefs, also die Stammeshäuptlinge, bis heute eine wichtige Rolle inne. Insbesondere in den lokalen Gemeinschaften im ländlichen Raum, aber auch in den Städten auf lokaler Ebene sind die Chiefs Träger der lokalen Rechtsprechung, der Verwaltung, der traditionellen Religion und der Kultur.

## Kulturelle Gruppen
Auf der Basis der Sprache sowie der Kultur und Geschichte werden in Ghana in der Regel fünf größere kulturelle Gruppen unterschieden: Dieses sind Akan, Dagbane-Dagomba, Ewe, Ga und Gurma.

### Ashanti
Die Aschanti sind der größte Stamm der Akan-Gruppe und leben hauptsächlich in der nach ihnen benannten Ashanti Region. Etwa 44 % der gesamten Bevölkerung Ghanas gehört zu dieser Volksgruppe. Bei den Aschanti folgt die Zugehörigkeit zu einem Clan der weiblichen Linie (Abusua). Auch die Vererbung verläuft traditionell über die weibliche Linie.
Traditionell verbleibt etwa eine verheiratete Frau tagsüber im Haushalt ihrer Eltern und lässt ihrem Mann lediglich Essen bringen. Nur abends und nachts verbringen die Eheleute zusammen. So bleibt die Arbeitskraft der Frau und deren Kinder in der Familie ihrer Mutter bzw. Großmutter erhalten. Stirbt ein Mann, der eine Ehefrau hinterlässt, so erbte diese nach dem Aschantisystem nichts, da weiterhin ihre Ursprungsfamilie, also ihre Brüder und ihr Vater, für sie aufkommen mussten. Das Vermögen des Mannes wurde dann innerhalb seiner Familie, also insbesondere an seine Schwestern, und wenn vorhanden seiner Mutter vererbt.

#### Stools – Ahnenschemel
Die sog. Ahnenschemel sind in der Kultur der Akan von erheblicher Bedeutung. Die von den Akan stools genannten Schemel werden aus einem Stück gefertigt und bestehen überwiegend aus einem einzigen Stück Sese- oder Red-Cedar-Holz. Der Stuhl besteht aus drei Teilen, dem Fuß, der oft reich dekoriert ist, dem zentralen Mittelteil, auf dem die symbolische Bedeutung und der soziale Stand des Eigentümers zu erkennen sind, sowie die Sitzfläche mit nach oben gestellten Seiten. Jeder Schemel hat eine besondere Bedeutung und einen eigenen Namen.
Einige Stools sind nur für hochgestellte Persönlichkeiten wie die Stammeshäuptlinge und dürfen auch nur von diesen benutzt werden. Andere Stools werden zu bestimmten Anlässen, wie bei einer Hochzeit, oder beim Zusammentreffen vor allem der Aschanti benutzt. Oft werden im Mittelteil des Schemels die typischen Adinkra-Zeichen gezeigt.
Der bekannteste Stool ist ein goldener Stuhl der Aschanti mit dem Namen Sikadwa Kofi, was teilweise übersetzt wird mit Stuhl der an einem Freitag entstand. Der Sikadwa Kofi ist so heilig, dass niemand auf ihm sitzen darf. Er symbolisiert nicht nur die Ahnen der Aschanti, sondern ist auch Symbol der ganzen Aschanti-Nation. Der goldene Stuhl wird mit großem Sicherheitsaufwand bewacht und nur zu seltenen sehr hohen Gelegenheiten präsentiert. Er darf nach dem Glauben der traditionellen Aschanti niemals den Boden berühren. Daher wird er in der Regel auf eine kostbare Tierhaut (Elefantenhaut oder Leopardenfell) gestellt. Vor der Sonne wird er durch einen Schirm geschützt.
Im Jahr 1896 wurden die Aschanti von den Briten in einem Kampf besiegt und vor die Wahl gestellt ihren König, Prempeh I, oder den Goldenen Stuhl herauszugeben. Nach der Überlieferung soll sich das Volk für den Stuhl entschieden haben. Nach einigen Quellen der Geschichtsschreibung soll der Krieg von 1900 zwischen den Aschanti und den Briten für die Aschanti lediglich zum Schutz ihres goldenen Stools erfolgt sein, da der amtierende Gouverneur der Goldküste, Sir Frederick Hodgson, diesen für seinen Herrschaftsansprüche nutzen wollte.

#### Aschanti-Goldgewichte
Von besonderer künstlerischer Bedeutung sind auch die Aschanti-Goldgewichte (Aschanti: Abrammoo). Diese kommen in vielfältigen Formen vor und haben großen symbolischen Charakter. Diese Skulpturen sind aus Messing und dienten als Gewichtstücke zum Wiegen von Gold. Sie waren schon zu Zeiten der ersten Europäer von den Akan in Gebrauch. Eine große Ausstellung dieser Gewichte findet sich im National Museum in Accra.

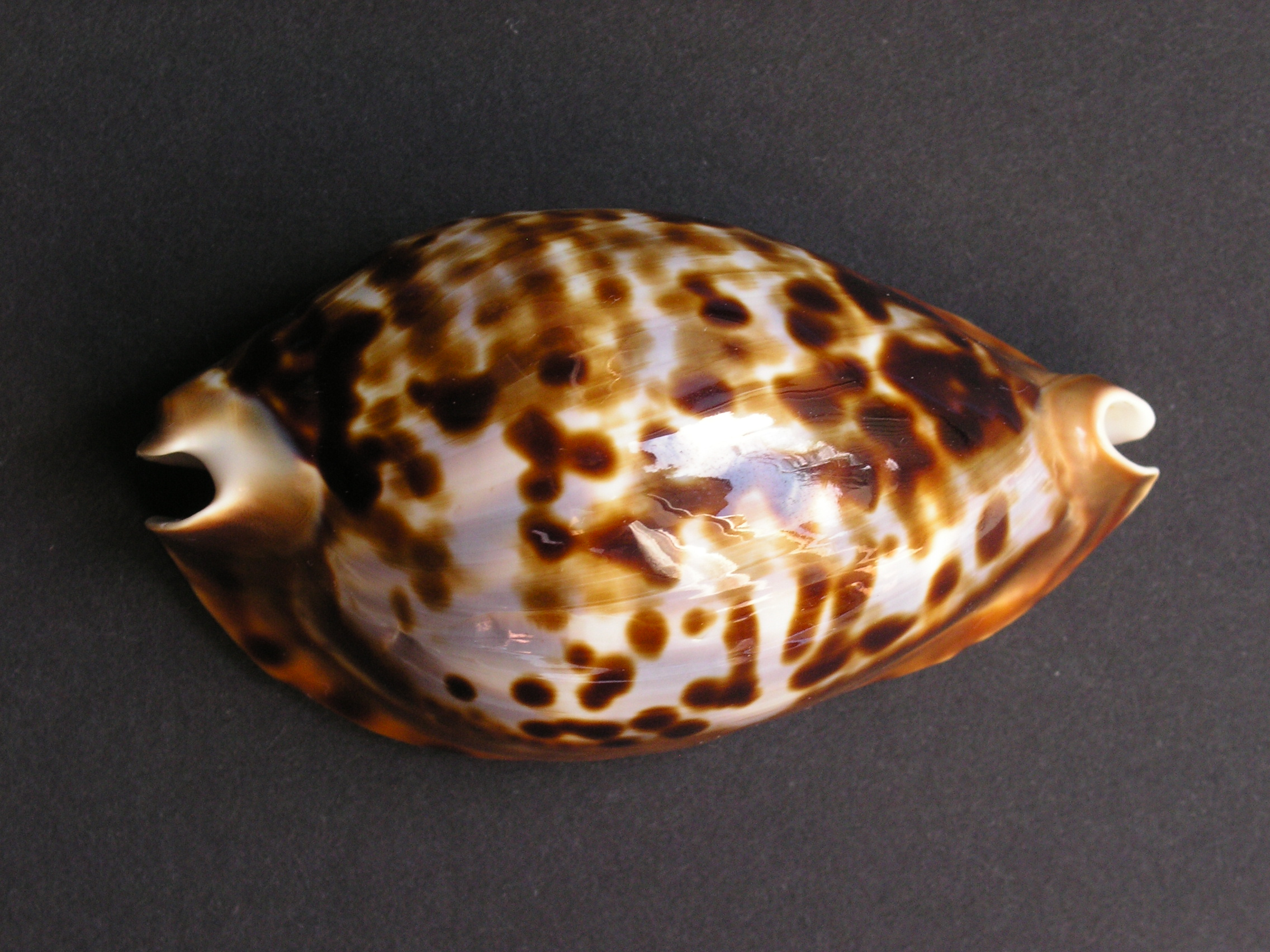
Früher Zahlungsmittel, heute Touristenschmuck: Kaurischnecken

Ursprünglich gehörten Perlen, Eisenstäbchen, Messing und „Kauri-Muscheln“ (eigentlich: Schnecken) zu den Zahlungsmitteln in Ghana. Doch wurden diese nach dem 17. Jahrhundert von dem wertvolleren Goldstaub als Zahlungsmittel ersetzt. Es wurde ein spezielles Wiegesystem entwickelt, um von dem als kostbar angesehenen Goldstaub nichts zu verschwenden. Aufgrund der reichen Goldvorkommen in der Ashanti Region war diese auch das Handelszentrum für Gold und die Goldgewichte bekamen den Namen Aschanti-Goldgewichte. Die Gegenstände zum Goldwiegen wurden von den Händlern in kleinen Beuteln aus Leder bei sich getragen. Die Herstellung der Gewichte erfolgte nach der Wachsausschmelztechnik. Im Jahr 1899 wurde die Verwendung von Goldstaub als Zahlungsmittel von den Briten wegen des Missbrauchs verboten. Nachdem diese Kunst beinahe in Vergessenheit geraten war, werden heute wieder vereinzelt die traditionellen filigranen Goldfiguren hergestellt. Jedoch haben sie heute nur noch künstlerischen Charakter und dienen als Schmuck oder Dekoration.

#### Vornamen
Hauptartikel: Akan-Vornamen
Die Akan haben sieben dominierende Vornamen für jedes Geschlecht ausgeprägt, die sich nach den Wochentagen richten. Auch andere Ethnien haben dieses Vorgehen angenommen. So ist beispielsweise der UN-Generalsekretär Kofi Annan an einem Freitag geboren, da „Kofi“ für einen an einem Freitag geborenen Sohn vergeben wird. Ein weiteres Beispiel ist Dr. Kwame Nkrumah, Ghanas 1. Präsident, der an einem Samstag geboren wurde. Der Name der bekannten ghanaischen Schriftstellerin Ama Ata Aidoo deutet ebenfalls auf eine Geburt an einem Samstag hin (Ama). Einen erstgeborenen Sohn kann man auch  an dem Vornamen „Piesie“ erkennen.  Werden mehrere Kinder in einer Familie an dem gleichen Wochentag geboren, so hängt man einfach die Nummerierung mit an den Namen. Kwame wird zu Kwame Manu (der Zweite Kwame), Kwame Mensa (der Dritte Kwame), Kwame Anane (der Vierte Kwame).
Regelmäßig haben Ghanaer auch mehr als einen Vornamen.
| Geburtstag | weiblich               | männlich        |
| ---------- | ---------------------- | --------------- |
| Montag     | Adwoa (ajua)           | Kwadwoo, Kojo   |
| Dienstag   | Abena                  | Kobena, Kwabena |
| Mittwoch   | Akua, Ekuwa            | Kweku, Kwaku    |
| Donnerstag | Yaa                    | Yaw, Ekow       |
| Freitag    | Efia, Afua, Afia, Afur | Kofi            |
| Samstag    | Ama, Amma              | Kwame           |
| Sonntag    | Esi, Akosua            | Kwesi, Akwasi   |

### Dagbone-Dagomba
Dagbone-Dagomba ist eine Volksgruppe, denen man auch eine gleichnamige Sprachengruppe zuordnet. Die Sprecher dieser Gruppe machen etwa 16 % der Bevölkerung aus.

### Ewe
Die Ewe leben vor allem in der Volta Region im Südosten Ghanas aber auch in den östlichen Nachbarstaaten Togo und Benin. Etwa 13 % der ghanaischen Bevölkerung sind dem Stamm der Ewe zuzurechnen.

### Ga
Die Ga leben heute vor allem in der Greater Accra Region und in der Hauptstadt Accra. Etwa 8 % der gesamten Bevölkerung zählt zu diesem Volksstamm.

### Gurma
Das Volk der Gurma ist vermutlich aus der Mossi Region im heutigen Burkina Faso etwa um das Jahr 1000 n. Chr. eingewandert. Dieser Stamm macht etwa 3 % der gesamten Bevölkerung aus und hat sich im Wesentlichen am schwarzen Volta, den Afram Bergen sowie den Akwapim-Bergen angesiedelt. Heute sind sie auch in der Küstenebene zu finden.

## Kente

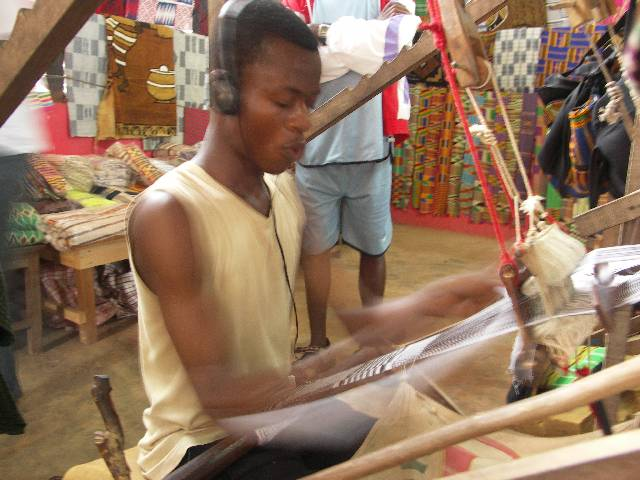
Mann an traditionellem Kente-Webstuhl, im Hintergrund Kentestoffe

Die traditionellen Kente-Stoffe, zumeist in den panafrikanischen Farben gehalten, haben internationale Bedeutung erlangt. Kente ist ein Webstoff und wird aus einzelnen Schals mit verschiedenen Mustern zusammengesetzt. Dadurch entstehen farbenfrohe handgewebte Unikate, die sich aus acht bis zehn Einzelteile zusammensetzen können. Jeder diese einzelnen Schals hat eine Breite von ungefähr acht bis zehn Zentimetern, die Länge richtet sich nach dem Verwendungszweck des Stoffes, also in der Regel nach der Kleidergröße, wenn der Kente-Stoff zur Kleidungsherstellung dienen soll. Kente wird auf einem sogenannten Teppichwebstuhl in derart feiner Webart fertiggestellt, dass nur ein genauer Blick die linke von der rechten Stoffseite unterscheiden kann. Kente ist mit großer Wahrscheinlichkeit auf den Ewe-Stamm zurückzuführen, allerdings stellt die unter dem Agortime-Stamm lebende Minderheit der Agortime die hauptsächlichen Handwerker dieses Kunstgewerbes.
Kente gilt als ein Mittel, den nationalen Zusammenhalt zu fördern, und hat durchaus politische Bedeutung. Ghanaische traditionsorientierte Männer tragen Kente-Stoffe an einem Stück wie eine römische Toga gewickelt. Frauen tragen meist Kente-Wickeltücher um die Hüften und dazu ein maßgeschneidertes Oberteil nach modischen Aspekten. Die Schnitte hierfür sind zumeist eng anliegend und von Jahr zu Jahr unterschiedlich. Ein drittes Teil trägt eine ghanaische Frau, wenn sie sich traditionell kleidet entweder als Accessoire um die Schulter oder in einer breiteren Variante auch schon mal als Tragetuch für den traditionellen Transport der Babys auf dem Rücken.
Ursprünglich bestanden Kente-Stoffe aus Baumwolle und wurden mit Pflanzenfarben eingefärbt. Später, etwa ab dem 17. Jahrhundert, wurde auch in Afrika Seide eingeführt und für das kostbare Kente verwendet. Reine Seide als Rohmaterial wurde nie eingeführt, also lösten die Weber die fertigen importierten Seidenstoffe auf und verwendeten diese aufgelösten Seidenfäden in ihren Kentestoffen wieder. Heute besteht Kente aus Baumwolle, Seide oder Viskose. Seide und Viskose werden auch heute nur importiert.
Bekannte Kente-Muster sind Sika Futuru (übersetzt: gemischtes Gold) und Adwiniasa. Bei letzterem sind alle bekannten Kente-Muster zu einem Stoff zusammengesetzt.

## Adinkra
Adinkra-Kleidung hat ähnlich große Bedeutung, vor allem im Volk der Akan. Adinkra sind symbolische Zeichen für die Sprache der Aschanti. Man findet sie auf vielen kunsthandwerklichen Gegenständen. Hier wird aus der Kleidung bereits der soziale und politische Status deutlich. Adinkra-Kleidung ist traditionell die Trauerkleidung und grundsätzlich weniger farbenfroh als Kente. Adinkra ist eine Drucktechnik, bei der schwarze Farbe auf blau, gelb, weiße, rote oder lilafarbene Stoffen gedruckt wird. Etwa 50 Adinkra-Muster werden regelmäßig verwendet. Selten findet man nur ein Adinkra-Symbol auf einem Stoff, wie es früher bei den Häuptlingen der Fall war. Heute wird Adinkrakleidung gerne von traditionsbewussten Ghanaer getragen.
Ursprünglich war Adinkra die Kleidung der Könige. Diese trugen ein bestimmtes Symbol um deutlich eine Botschaft zu vermitteln. Das bekannteste Muster ist wohl Gye Nyame (Gott allein), das ein König trug, wenn er anderen mitteilen wollte, er fürchtet nur Gott allein. Durch die Muster, die ein König trug, konnte er in gewissen politischen Angelegenheiten in der Öffentlichkeit seinen Standpunkt dartun, ohne diese ausdrücken zu müssen. Noch heute sprechen traditionsbewusste Stammeshäuptlinge nicht direkt mit Gästen, oder Besuchern, sondern sprechen trotz der Anwesenheit der Besucher nur zu ihrem Sprecher, der dann laut das Wort des Stammeshäuptlings kundtut. Adinkra hatte so eine große Symbolkraft.
Der Ursprung von Adinkra ist umstritten, wird jedoch häufig mit dem Krieg zwischen den Aschanti und den Gyamen in Zusammenhang gebracht.

## Akuaba
Die Akuaba-Figur (oder auch Akwaba) ist eine traditionelle Figur aus der Akan-Kultur. Eine sehr alte Mythologie der Akan verehrt als Fruchtbarkeitsfigur die Schöpfermutter Akuaba. Die Form der Akuaba hat etwas Naives und kommt vor allem mit einem dreieckigen oder zylindrischen Körper vor, der von einer großen Mondscheibe geziert wird, die den übergroßen Kopf darstellt. Die Arme der Figur sind weit ausgebreitet. Kinderlose Frauen haben in der Vergangenheit dieses Symbol bekommen, um sich der Hilfe der Schöpfermutter zu bedienen. Wissenschaftlich nachgewiesen ist dieser Kult nicht, doch noch heute werden Figuren dieser Form geschnitzt und verkauft.